# Весёлая вдова (фильм, 1925)
«Весёлая вдова» (англ. The Merry Widow) — американский художественный фильм Эриха фон Штрогейма, созданный в 1925 году. Один из первых цветных фильмов.

## История создания
Экранизация оперетты Франца Легара «Весёлая вдова» компанией «Метро-Голдвин-Мейер» заведомо была ориентирована на экстраординарный кассовый успех, который, кроме популярности самой оперетты, должны были обеспечить имя режиссёра, чья репутация после «Алчности» пошатнулась в глазах продюсеров, но укрепилась в глазах зрителей, а также участие звёзд — Мэй Мюррей и Джона Гилберта.
Штрогейм не любил работать со звёздами, он не хотел, чтобы принца Данило играл Гилберт (предпочитал Нормана Керри, сыгравшего главную роль в «Карусели»), и особенно был огорчён назначением на главную женскую роль танцовщицы Мюррей; но, снимая фильм по заказу киностудии, он не был волен в выборе актёров. Съёмки проходили в постоянных конфликтах с исполнителями главных ролей, и если с Гилбертом Штрогейму в конце концов удалось найти общий язык, позже они даже стали друзьями, то с Мэй Мюррей, вообще отличавшейся крайне скандальным характером, это оказалось невозможно. Как утверждает Скотт Эйман, именно с неё впоследствии был списан характер Нормы Десмонд в фильме Билли Уайлдера «Бульвар Сансет». Мюррей в процессе съёмок искала любой возможности продемонстрировать публике свой талант танцовщицы; поскольку режиссёр решал иные задачи и строго ограничивал танцевальные эпизоды, это вызывало постоянное недовольство «звезды» и ежедневные жалобы на него дирекции киностудии; и хотя отстранить Штрогейма от работы над фильмом Мюррей, несмотря на все усилия, не удалось, конечный результат представлял собою компромисс между режиссёрским замыслом и амбициями танцовщицы.
Фильм не воспроизводит в точности сюжет оперетты; по некоторым подсчётам, оригиналу соответствует лишь пятая часть фильма, всё остальное в порядке «адаптации» было сочинено Штрогеймом и Бенджамином Глезером. При этом «Великое герцогство Понтеведро», под которым подразумевалось Монтенегро, то есть Черногория, в фильме превратилось в королевство Монтебланко («Белогорию»). Богатая вдова банкира Ганна Главари стала танцовщицей Салли О’Хара, которой ещё только предстояло, во второй половине фильма, стать богатой вдовой. «Граф Данило» стал принцем Данило, приблизившись таким образом к своему прототипу — черногорскому кронпринцу (и недолгое время — королю в изгнании) Данило Петровичу-Негошу. А ещё появился новый персонаж — Мирко, «наследный принц Монтебланко», в котором угадывался уже покойный к тому времени Мирко Дмитрий Петрович-Негош, младший брат короля Данило… Штрогейм, предпочитавший трагедию, хотел, чтобы в финале фильма принц Данило погиб на дуэли — но такой мрачный конец отвергло руководство студии, и «Весёлая вдова» получила довольно натянутый хэппи-энд.
В окончательном варианте фильма некоторые сцены были значительно сокращены, в том числе развлечения принцев в публичном доме и брачная ночь Салли и Садоя. Фильм сопровождала музыка Легара, но без вокала — все вокальные номера были заменены оркестровыми — и в новой аранжировке.
Коммерческий успех «Весёлой вдовы» в полной мере оправдал ожидания, и в активе Штрогейма этот фильм стал самым кассовым. После выхода фильма в прокат режиссёр выступил в печати с заявлением, в котором указывалось: «Мое единственное оправдание, что я выпустил такую дрянь, в том, что у меня есть жена и дети, которых я должен кормить». Несмотря на пренебрежительные слова Штрогейма, которые приводит Жорж Садуль в своей «Истории киноискусства», по его мнению этот фильм в двенадцати частях, «накрученный» за одиннадцать недель, чтобы финансово покрыть расходы по «Алчности», представляет собой более глубокое произведение, чем простая экранизация оперетты Легара: из «винегрета вальсов» режиссёр сделал едкую карикатуру на Вену эпохи Габсбургской монархии: «Несмотря на свои недостатки, эта навязанная ему работа вполне выдерживает сравнение со „Свадебным маршем“ — другим его фильмом, которому он мог отдать все свои силы, воспользовавшись огромным материальным успехом „Веселой вдовы“».

## Сюжет
В небольшое государство Монтебланко приезжает на гастроли американская танцовщица Салли О’Хара со своей балетной труппой; в неё влюбляются Мирко, наследный принц Монтебланко, и его кузен принц Данило. Молодые люди наперебой ухаживают за танцовщицей, скрывая свою принадлежность к королевской семье, она же отдаёт предпочтение Данило. Свободный от предрассудков принц готов жениться на Салли, но этому браку решительно противится «король Никита I» (его прототип — Никола I Петрович-Негош, король Черногории): танцовщица королевскому племяннику не пара! Абсурдную идею жениться на простолюдинке высмеивает и кронпринц Мирко.
В день назначенной свадьбы, в то время как король и королева убеждают принца не совершать столь опрометчивый поступок, напоминают ему о долге перед отечеством и удерживают его во дворце, Мирко приходит к Салли и сообщает ей, что свадьба не состоится и что Его Величество просит девушку покинуть страну — сейчас же и навсегда. Он пытается вручить танцовщице 50 тысяч франков, будто бы переданные ей принцем Данило в качестве компенсации. Салли отказывается верить и выгоняет Мирко. В подвенечном платье она ждёт Данило, но тот не приходит. Поддавшись давлению и уговорам, Данило пишет Салли письмо с объяснениями, но королева, пообещав тотчас переслать его девушке, сжигает письмо.
К отчаявшейся Салли приходит ещё один её поклонник — немолодой и непривлекательный, но очень богатый барон Садоя; его огромное состояние держит на плаву всё королевство. Став его женой, обещает барон, Салли обретёт богатство и власть, королю и королеве придётся чествовать её во дворце… И Салли выходит замуж за барона. Но в брачную ночь супруг внезапно умирает от остановки сердца, и Салли наутро становится богатой вдовой.
Проведя год в трауре, в самом строгом уединении, Салли едет в Париж, где своей красотой и обаянием производит сенсацию и получает прозвище Весёлая Вдова. А король Никита отправляет в Париж кронпринца Мирко, с заданием вернуть в страну миллионы Садои, без которых Монтебланко грозит банкротство. Салли теперь баронесса Садоя, и сам кронпринц готов предложить ей руку и сердце. О своём намерении жениться Мирко сообщает кузену, и Данило вслед за ним едет в Париж.
Все трое встречаются в знаменитом парижском ресторане «Максим»; назло бывшему жениху Салли с видимым удовольствием принимает ухаживания Мирко; Данило с горя напивается до бесчувствия. Ободренный благосклонностью баронессы, Мирко во время верховой прогулки делает ей предложение, и Салли соглашается стать кронпринцессой; но тут они замечают лежащего на земле пьяного Данило. Не вынеся насмешек Мирко, Данило сбивает его с ног, и тот вызывает кузена на дуэль.
В ночь перед дуэлью Салли находит принца Данило в «Максиме» и просит отказаться от поединка. Истолковав её просьбу как опасение за жизнь Мирко, Данило обещает сделать всё, что в его силах. Он демонстративно стреляет в воздух; Мирко, в свою очередь, стреляет в кузена — и не промахивается.
Тяжело раненного Данило выхаживает Салли; тем временем умирает король Никита; Мирко отправляется в Монтебланко на похороны отца, и его убивает человек, которого он когда-то оскорбил. И так как Мирко был единственным сыном короля, престол наследует Данило, а Салли становится королевой.

## В ролях
- Мэй Мюррей — Салли О’Хара
- Джон Гилберт — принц Данило Петрович
- Рой Д'Арси — кронпринц Мирко
- Жозефина Кроуэлл — королева Милена
- Джордж Фосетт — король Никита I
- Тулли Маршалл — барон Садоя
- Эдвард Коннелли — барон Попофф, посол
- Сидни Брейси — лакей Данилы

## Съёмочная группа
- Эрих фон Штрогейм — режиссёр, автор сценария, художник по костюмам
- Бенжамин Глезер — автор сценария
- Оливер Т. Марш — оператор
- Рей Реннахан — оператор
- Ричард Дэй — художник по костюмам

Продюсеры: Эрих фон Штрогейм, Ирвинг Тальберг
В фильме использована музыка Франца Легара в аранжировке Уильяма Экста.